# Контуойто
Контуо́йто (англ. Contwoyto Lake) — озеро  в Канаде, располагается на границе Нунавута с Северо-Западными территориями. Одно из больших озёр Канады — площадь водной поверхности 933 км², общая площадь — 957 км², десятое по величине озеро Нунавута. Высота над уровнем моря 564 метра. Сток из озера на северо-запад в реку Бернсайд.